# Balneario Rada Tilly
El Balneario Rada Tilly con sus 4.220 metros de largo, se encuentra entre Punta Piedras y Punta del Marqués en la ciudad de Rada Tilly, más precisamente en la cuenca del Golfo San Jorge.
Es el balneario más austral de América y uno de los más australes del mundo. En plena temporada las sombrillas de color dan una densidad en su playa similar Mar del Plata. Su temporada veraniega es activa en enero y febrero; aunque también se puede acceder a la playa desde diciembre y a principios de marzo.
Es el principal punto de un sistema de playas de arenas finas que involucra a 7 playas las cuales son: Playa Bonita, Playa Los Límites, Playa La Tranquera, Playa Alsina y Playa La Herradura. También se suma la playa "99" del barrio comodorense Stela Maris, que en los últimos años cayó en desuso por la grave contaminación del basural a cielo abierto y afluentes cloacales.

## Descripción

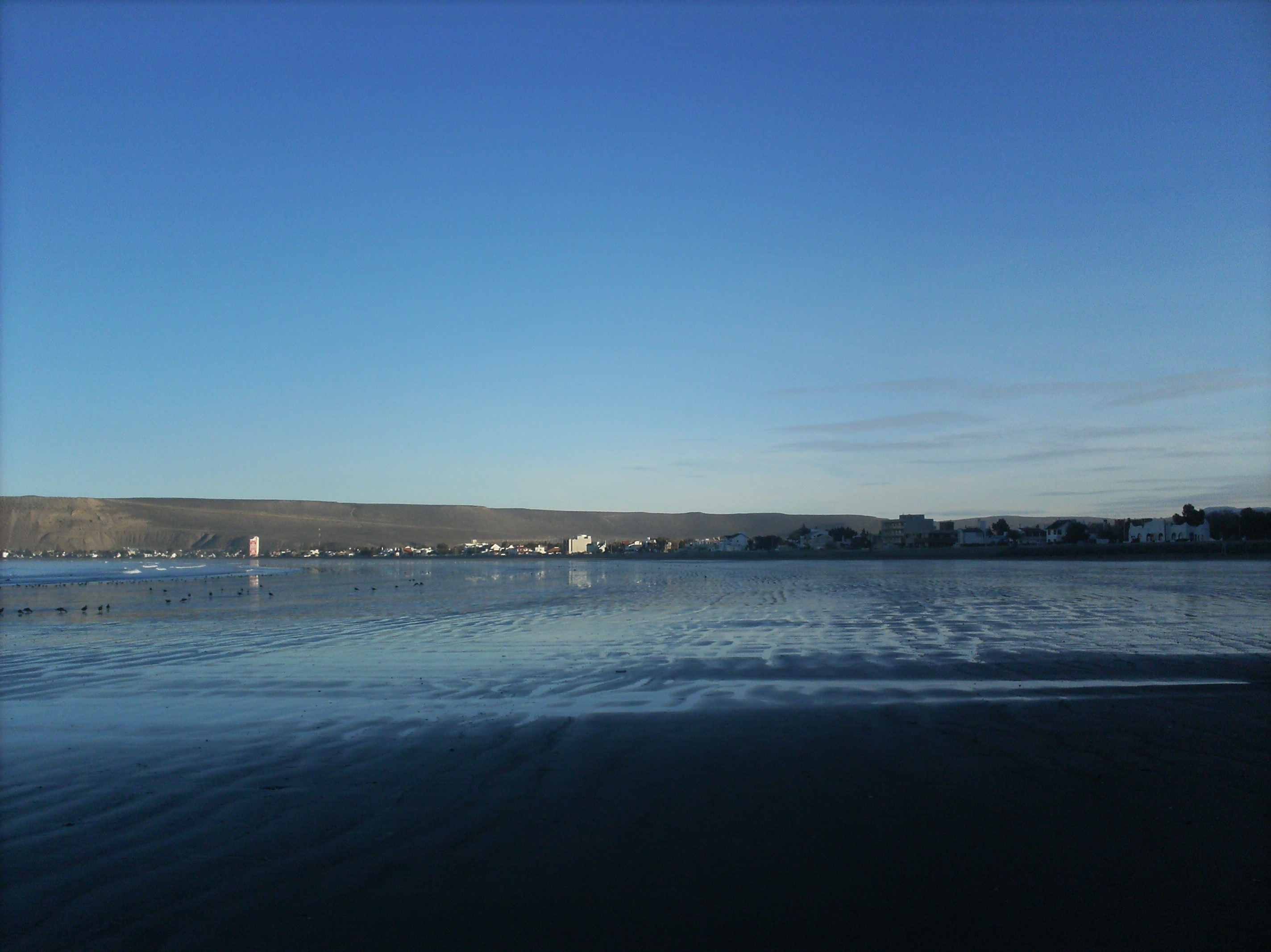
El inmenso manto de arena especial. Al fondo se observa el límite sur del balneario punta del Marqués

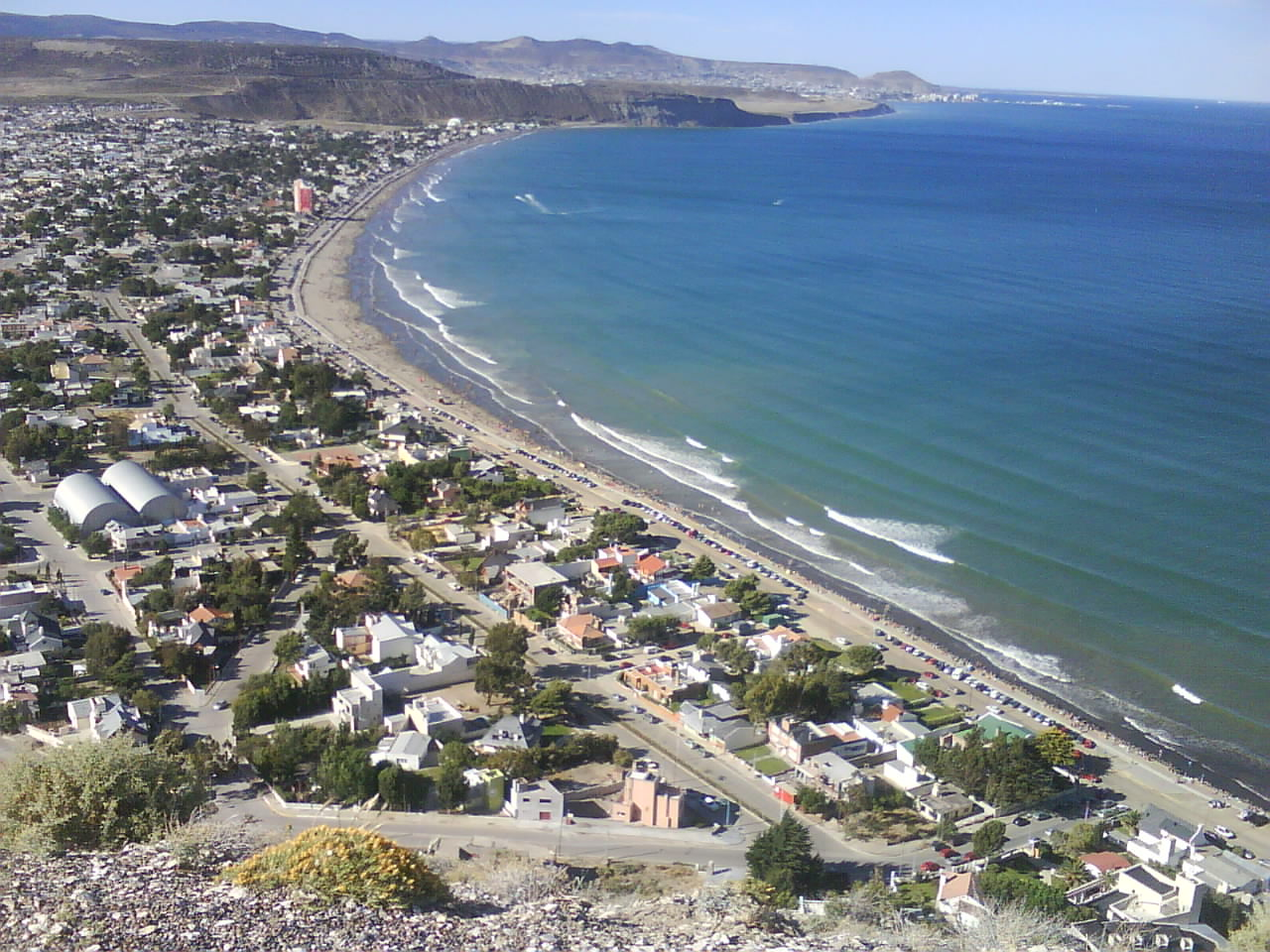
La villa desde Punta Marqués, véase su inmensa playa y la proximidad de Comodoro Rivadavia de fondo.

Está delimitada por puntas Piedras que la separa al norte de la playa 99 del barrio comodorense Stella Maris y por punta del Marqués que al sur la divide de playa Bonita.
Esta playa es muy concurrida por vecinos tanto de Rada Tilly, Comodoro Rivadavia, Caleta Olivia y los pueblo de la meseta. Desde en la primavera y en el verano suele ser muy concurrida para pasar tardes a la luz del sol. Las aguas son un poco más frías que en la costa bonaerense, posee lugar de bajada de lanchas, sitios para buceos y se practica el popular y novedoso carrovelismo.
Pertenece a un circuito patagónico de alto potencial que pasa por Las Grutas y Puerto Madryn y puede extenderse a interior de la Meseta patagónica, en el norte de Santa Cruz y el sur de Chubut.
Se trata del balneario más austral de la Patagonia y América y probablemente uno de los más australes del mundo. Su playa de fina arena y suave declive contenida por los cabos punta Piedras al norte y punta del Marqués al sur y con diversos miradores naturales.
Es una playa de arenas finas y suave pendiente de casi 4 kilómetros de extensión, la villa se luce en esta zona de la Patagonia. Con amplitudes de mareas que varían entre 4 y 6 metros, la bajamar descubre hasta 600 m de suelo firme apto para la práctica de deportes como tenis, fútbol, rugby, hockey, carrovelismo, deportes náuticos, ciclismo, trekking o simplemente contemplar el paisaje, realzado por el constante murmullo del mar.
La playa es considerada uno de los lugares de más excelencia en el mundo para la práctica del carrovelismo.

## Urbanización
A lo largo de esta playa se asienta la ciudad satélite de Rada Tilly. La urbanización de la playa empezó con la función el 24 de julio de 1948 ordenada por Julio Alberto Lagos, el entonces gobernador de laZona Militar de Comodoro Rivadavia.
No obstante desde la fundación de Comodoro a principios del siglo veinte, y aun antes por los Tehuelches el lugar ya era visitado.
La zona cobró más importancia con la construcción del puerto Antonio Morán en 1923. Para ello un tren de trocha angosta llevó materiales de canteras cercans y años más tarde llevó pasajeros hasta punta Piedras donde nace el balneario al norte de lo que hoy es Rada Tilly. La gran concurrencia de visitantes que visitaban el lugar lo hacían desde el centro de Comodoro, pasando por el campamento 99 hoy barrio Stella Maris hasta llegar a la parada que estaba en Estación Rada Tilly. El gran flujo de visitantes desbordó al ferrobús, que por exceso de velocidad cayó por un barranco a playa 99. En la tragedia conocida como Accidente ferroviario de Comodoro Rivadavia de 1953 fallecieron 36 personas y cesaron las operaciones de la línea que era subsidiaria del desaparecido ferrocarril de Comodoro Rivadavia.
Estrechamente relacionada con Comodoro Rivadavia, hoy es un lugar con altos ritmos de crecimiento en la ribera del Golfo San Jorge que viene duplicando su población en los últimos censos, y que además empieza a extender la urbanización por las playas y lugares cercanos.
Desde 2013 la playa fue invadida por dos paradores que se levantan sobre sus arenas. Se hallan en las bajas 10 y 20. De estructuras grandes en cuanto a las dimensiones incluyen un deck que se extiende sobre la arena y que permite estar compartiendo un momento con el agua debajo. 
Su principal función es brindar servicios gastronómicos y de playa.

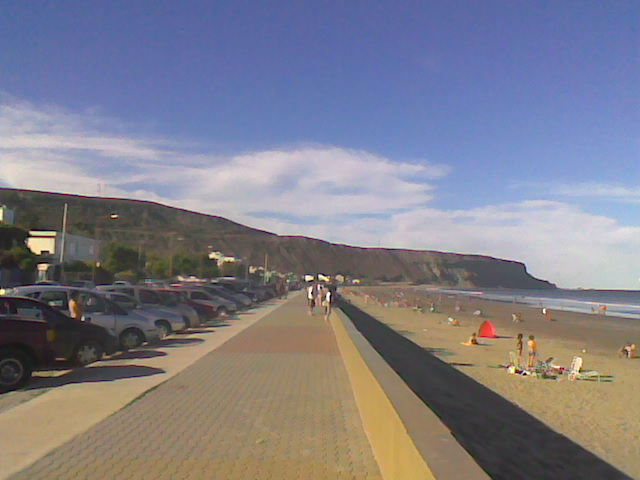
Vista de la rambla de la ciudad iniciándose en Punta Piedras y culminando en Punta del Marqués.

## Problemas ambientales
El balneario enfrenta graves problemas ambientales, dada su cercanía con el basural que comparte con Comodoro, el cual es a la vez el límite de la urbanización de estas dos localidades. La posición desventajosa de la cercanía de esta área infecciosa con el mar, sumada a que se vuelca en ella miles toneladas diarias de basura sin el más mínimo tratamiento; produce que los fuertes vientos o la desidia de la gente lleven al mar parte de la basura que se sepulta en el fondo del mar con las corrientes y que con las marejadas salen hacia esta playa. Para agravar la situación un gran grupo de cloacas descarga desperdicios sin ningún tratamiento en la playa 99 altamente contaminada del barrio comodorense Stella Maris.
Señalización estado del mar (Banderas)

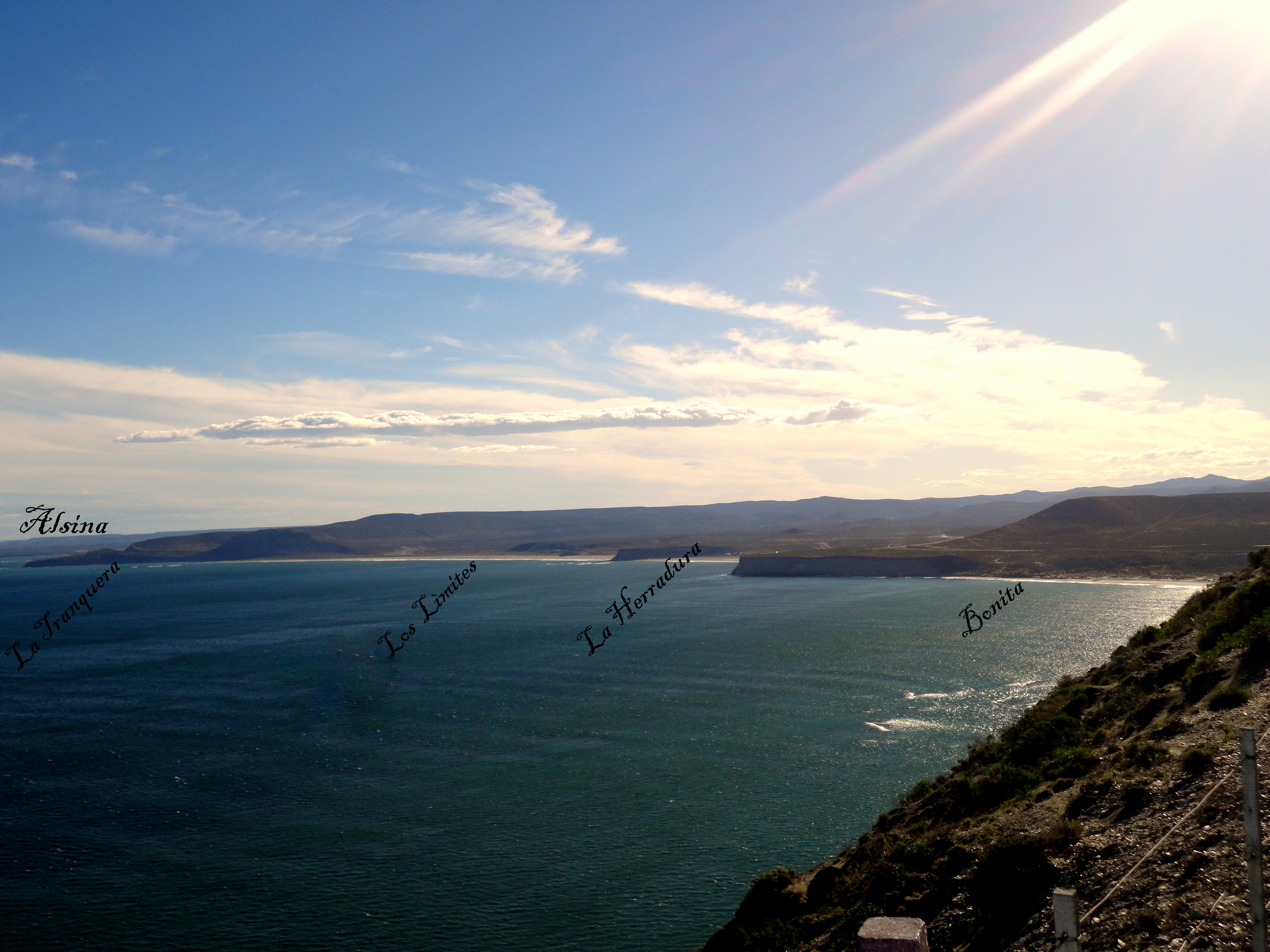
Desde punta del Marqués las playas de arena de los límites que están más al sur del balneario

|  | Indica la prohibición del baño. |
|  | Playa peligrosa, se permite el baño con limitaciones. Se deberán adoptar las medidas de seguridad que en cada caso se consideren adecuadas. No estará prohibido el baño en zonas donde el bañista no pueda permanecer tocando fondo y con la cabeza fuera del agua.Y los socorristas te irán a socorrer si te pasa algo. |
|  | Playa libre, el baño está permitido, no siendo necesario adoptar medidas especiales distintas a las de la propia protección personal. |